# Bộ Thi (尸)
Bộ Thi, bộ thứ 44 có nghĩa là "thi thể" là 1 trong 31 bộ có 3 nét trong số 214 bộ thủ Khang Hy.
Trong Từ điển Khang Hy có 148 chữ (trong số hơn 40.000) được tìm thấy chứa bộ này.

## Tự hình Bộ Thi (尸)

Giáp cốt văn
Kim văn
Đại triện
Tiểu triện

## Chữ thuộc Bộ Thi (尸)
| Số nét bổ sung | Chữ                        |
| -------------- | -------------------------- |
| 0              | 尸                         |
| 1              | 尹 尺                      |
| 2              | 尻 尼                      |
| 3              | 尽                         |
| 4              | 尾 尿 局 屁 层 屃          |
| 5              | 屄 居 屆 屇 屈 屉 届       |
| 6              | 屋 屌 屍 屎                |
| 7              | 屐 屑 屒 屓 屔 展 屖 屗 屘 |
| 8              | 屏 屙 屚 屛 屜 屝 屠       |
| 9              | 属 屟 屡                   |
| 11             | 屢 屣 層                   |
| 12             | 履 屦 屧                   |
| 14             | 屨                         |
| 15             | 屩 屪                      |
| 16             | 屫                         |
| 18             | 屬                         |
| 21             | 屭                         |